# David Patrick Kelly
David Patrick Kelly, né le 23 janvier 1951 à Détroit, dans le Michigan, est un acteur américain.

## Biographie
David Patrick Kelly est né à Détroit, fils de Margaret Kelly (1915-2010) et de Robert Corby Kelly Sr.
il est connu pour avoir incarné Luther, un chef de gang ennemi dans Les Guerriers de la nuit, et est également connu pour jouer le rôle de Sully dans Commando (1985).
Il est également apparu dans le film Commando de 1986 au côté d'Arnold Schwarzenegger dans lequel il joue "Sully", le fameux ennemi que John Matrix avait promis de tuer en dernier.

## Filmographie sélective
- 1979 : Les Guerriers de la nuit : Luther
- 1982 : Hammett : le punk
- 1982 : 48 Heures : Luther
- 1984 : Dreamscape : Glatman
- 1985 : Commando : Sully
- 1989 : Penn and Teller Get Killed d'Arthur Penn
- 1990 : Sailor et Lula : DropShadow
- 1990 : Les Aventures de Ford Fairlane (The Adventures of Ford Fairlane) : Sam
- 1990 - 1991 : Twin Peaks (série télévisée) : Jerry Horne
- 1991 : A Marriage: Georgia O'Keeffe and Alfred Stieglitz (TV) : Ansel Adams
- 1992 : Malcolm X : Mr Ostrowski
- 1993 : Exterior Night : Biff
- 1994 : The Crow : T-Bird
- 1994 : Crooklyn : Tony Eyes/Jim
- 1995 : Cafe Society : J. Roland Sala
- 1995 : Heavy : Grey Man in Hospital
- 1996 : Flirter avec les embrouilles : Fritz Boudreau
- 1996 : Nos funérailles : Michael Stein
- 1996 : Dernier Recours : Doyle
- 1997 : Trojan War : Bagman
- 1998 : Twelfth Night, or What You Will (TV) : Feste
- 1999 : Gangsta Cop : Rick Scott
- 2000 : Songcatcher : Earl Giddens
- 2001 : K-PAX : L'Homme qui vient de loin : Howie
- 2002 : Personal Velocity: Three Portraits : Peter
- 2003 : Justice d'Evan Oppenheimer : Marty
- 2005 : New York 911 (série télévisée) : Scott Murray
- 2005 : Mi-temps au mitard (The Longest Yard) : Unger
- 2005 : Mémoires de nos pères : président Truman
- 2007 : Gardener of Eden de Kevin Connolly
- 2010 : Jonah Hex : Prospector
- 2011 : New York, unité spéciale (saison 12, épisode 12) : Orville Underwood
- 2014 : John Wick : Charlie
- 2017 : Twin Peaks: The Return (série télévisée, saison 3) : Jerry Horne
- 2020: The Return of Tragedy (Bertrand Mandico) : John Katebush
- 2022 : Ray Donovan: The Movie (téléfilm) de David Hollander

## Voix françaises
- Michel Mella dans :
  - Sailor et Lula
  - Crooklyn

- Patrice Dozier[1] dans :
  - Twin Peaks (série télévisée, 2e voix)
  - O.G. (en)

Et aussi
- Patrick Préjean dans Les Guerriers de la nuit[1]
- Jean Roche (*1937 - 2023) dans 48 Heures
- Gilles Laurent dans Dreamscape
- Jean-Claude Montalban dans Commando
- Philippe Peythieu dans Les Aventures de Ford Fairlane
- Jean-François Kopf dans Twin Peaks[1] (série télévisée, 1re voix)
- Jean-Claude Lecas dans The Crow
- Mario Santini dans Dernier Recours
- Michel Tureau dans K-PAX : L'Homme qui vient de loin
- Gérard Sergue dans Gossip Girl[1] (série télévisée)
- Thierry Walker dans John Wick[1]
- Richard Leroussel dans Blacklist[1] (série télévisée)
- Peppino Capotondi dans Feed the Beast (série télévisée)